# مارغريت سكوت
مارغريت سكوت (بالإنجليزية: Margaret Scott)‏ هي راقصة باليه جنوب أفريقية وأسترالية، ولدت في 26 أبريل 1922 في جوهانسبرغ في جنوب أفريقيا، وتوفيت في 24 فبراير 2019 في ملبورن في أستراليا.